# Косезе (Ілірська Бистриця)
Косезе (словен. Koseze) — поселення в общині Ілірська Бистриця, Регіон Нотрансько-крашка, Словенія. Висота над рівнем моря: 405,9 м.